# Hymenostephium hintonii
Hymenostephium hintonii là một loài thực vật có hoa trong họ Cúc. Loài này được (H.Rob.) E.E.Schill. & Panero mô tả khoa học đầu tiên năm 2002.